# Derby
|  | No s'ha de confondre amb la marca de motocicletes Derbi ni amb un derbi esportiu. |

Derby (pronunciat /ˈdɑːrbi/) és un municipi del Regne Unit, que pertany al comtat de Derbyshire, del qual és la capital. Situada a la vora del riu Derwent, té una de les estacions de ferrocarril més importants d'Anglaterra. Derby és també coneguda per la Royal Crown Derby, fàbrica que elabora una porcellana de gran qualitat, moltes de les peces que fan es troben al Derby Museum and Art Gallery, però també destaca per la fabricació de peces per a vehicles i avions.
En els temps de l'ocupació romana es construí una base militar en aquest lloc anomenada Derventio, i després es va establir una colònia anglosaxona. Aquest municipi va assolir una gran prosperitat amb l'arribada del ferrocarril a mitjans del segle xix. El 1977 Derby fou declarada ciutat. L'emblema de la ciutat és un moltó, en record del seu passat ramader, tot i que en el que més ha destacat és com a impulsora de la revolució industrial.

## Geografia

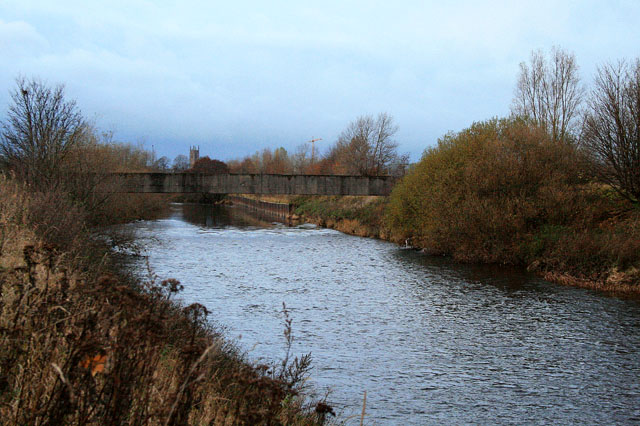
El riu Derwent

Derby està situada en la part baixa de la vall del riu Derwent. El nom d'aquest riu és un terme celta que vol dir «la vall de la roureda» i potser es feia servir en un principi per anomenar no només el riu sinó tot l'indret. A prop de la ciutat, al sud, està la vall del riu Trent, una zona també coneguda com a Trent Valley Washlands (el maresme de la vall del Trent). A l'est de la ciutat estan els camps de mines de carbó de Nottinghamshire, Derbyshire i Yorkshire. A l'oest les terres argiloses del sud de Derbyshire. Al nord sobresurten alguns cims en la llunyania. La major part del territori que envolta Derby és relativament pla, el Derbyshire Peak Fringe que es veu al nord forma part de l'inici dels Penins.

## Organització
Derby està administrativament dividida en 17 districtes o wards:Abbey, Allestree, Alvaston, Arboretum, Blagreaves, Boulton, Chaddesden, Chellaston, Darley, Derwent, Littleover, Mackworth, Mickleover, Normanton, Oakwood, Sinfin, Spondon.

## Història
Els orígens d'aquesta ciutat estan en el campament romà que s'hi va establir al segle v i en el nom que li van donar Derventio. Els romans van ocupar una zona que els celtes coritanii havien poblat a la vora del riu Derwent. Després la ciutat va esdevenir un dels cinc burgs fortificats on es va establir el Danelaw. Els vikings l'anomenaven Djúra-bý, que vol dir «poblat del cérvol». L'any 917 Derby va ser capturada per l'exèrcit d'Æthelflæd de Mèrcia. Uns estudis arqueològics fets el 2004 fan pensar que els danesos i els anglosaxons probablement van coexistir en dues zones separades pel riu; la Crònica anglosaxona sembla corroborar aquesta suposició quan diu que "Derby està dividida per les aigües". Aquestes dues àrees eren conegudes com a Norþworþig (en anglès actual "Northworthy", «fortificació del nord») i Deoraby i estaven en la Irongate, probablement la porta nord del burg anglosaxó.

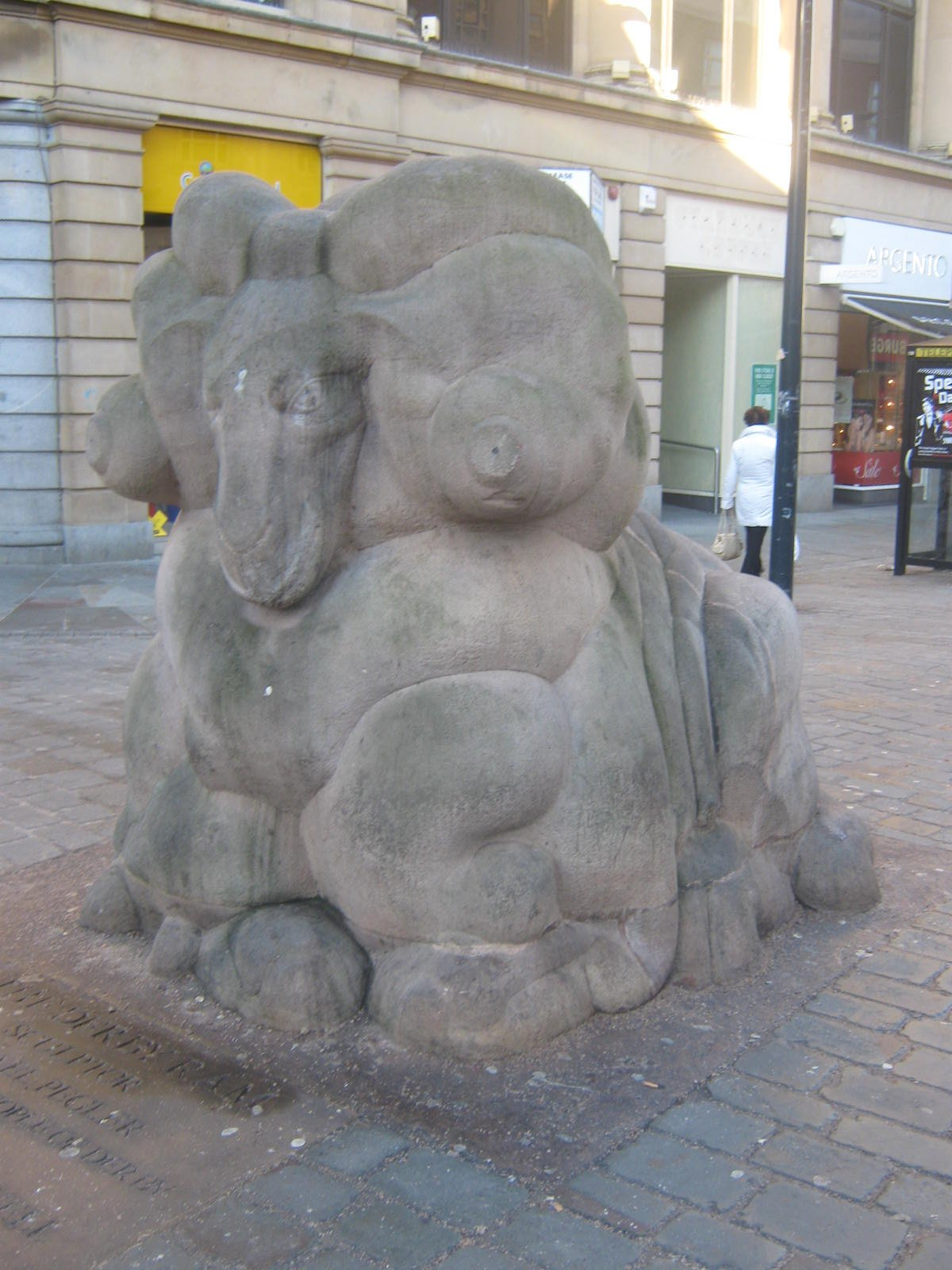
El moltó, símbol de la ciutat que recorda l'antiga fira ramadera.

En l'època del Domesday Book ja tenia 2000 habitants, i era un centre d'artesans i ramaders que feien fira per comerciar amb els seus productes. La fira de Derby era tot un esdeveniment social, a banda del mercat es feien curses de cavalls i es practicaven jocs de pilota molt abans que s'inventessin les normes del rugbi o del futbol, formant dos equips amb voluntaris de la mateixa ciutat. L'espectacle de vegades feia esgarrifar els visitants perquè, deixats emportar per l'entusiasme, alguns participants acabaven ferits. Sembla que d'aquesta època ve l'expressió "jugar un derbi".

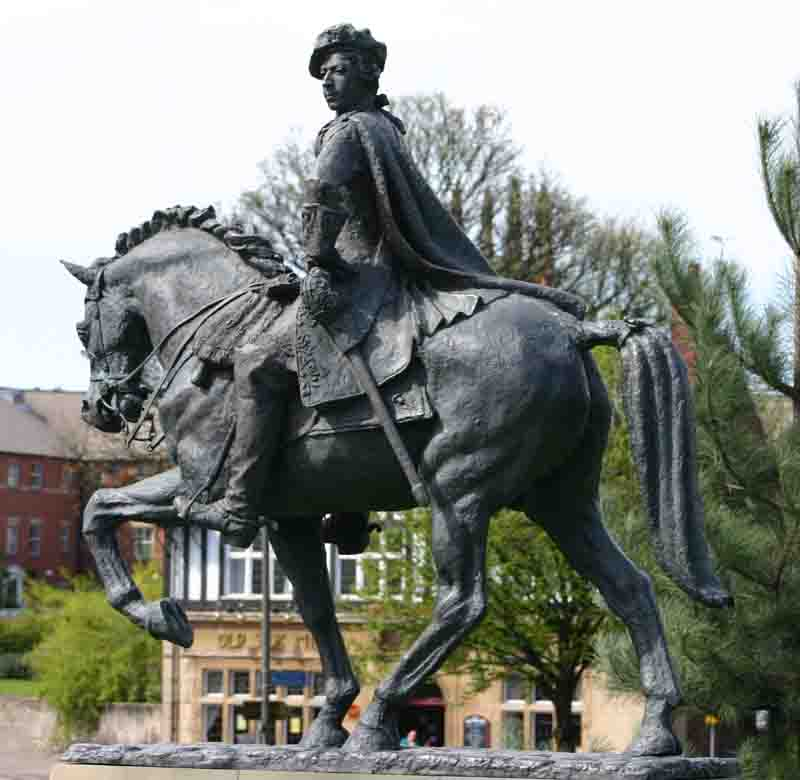
L'estàtua de Bonnie Prince Charlie a Derby

Durant la guerra civil del 1642–1646, Derby va estar ocupada per les tropes del parlament, comandades per sir John Gell, que fou nomenat governador de Derby el 1643. Aquestes tropes van participar en la defensa de Nottingham, el setge de Lichfield, la batalla d'Hopton Heath i altres conflictes en els comtats de Nottinghamshire, Staffordshire i Cheshire, i també en la defensa de Derbyshire contra els reialistes.Cent anys després, el 4 de desembre del 1745, el pretendent al tron conegut com a Bonnie Prince Charlie (fill de James Francis Edward Stuart) va establir un campament a Derby quan anava a apoderar-se de la corona britànica. Es va trobar amb el duc de Devonshire que tenia establert el quarter general a la taverna George Inn i va demanar que la ciutat acollís a les seves cases els seus 9.000 soldats. Ell es va allotjar a Exeter House, al carrer Full Street on va muntar un consell per planificar la guerra. Al museu de Derby hi ha una rèplica de la sala on va muntar el seu consell. Va rebre una informació equivocada sobre un exèrcit que s'apropava des del sud de Derby. Tot i que desitjava continuar amb la seva empresa, els seus oficials van abandonar al pont de Swarkestone sobre el riu Trent a unes poques milles al sud de Derby. Com a gest per demostrar que encara creia en la seva causa, durant el viatge de tornada a Escòcia va viatjar al darrere de l'exèrcit, a diferencia del viatge d'anada que es va posar al capdavant.
Derby i Derbyshire van ser centres de la revolució industrial. El 1717 es va crear a Derby un taller per fabricar seda impulsat amb energia hidràulica, el primer d'aquesta mena a Anglaterra, dissenyat per John Lombe i George Sorocold. Es deia que Lombe havia obtingut il·lícitament del Piemont el secret de com es feia el teixit de seda i en venjança el van matar enverinant-lo.

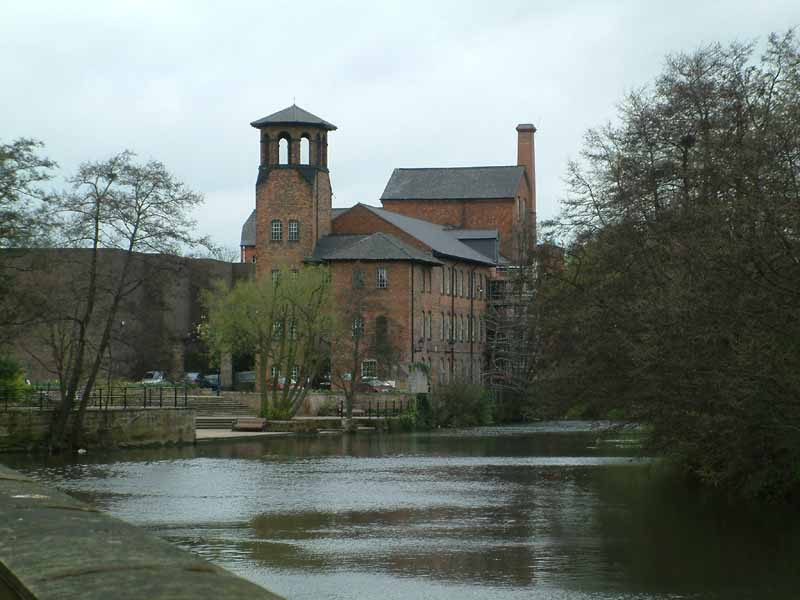
Antig fàbrica de seda de Derby, actualment un museu.

El 1759, Jedediah Strutt va patentar i construir una màquina anomenada Derby Rib Attachment (acoblament de costella Derby) que va revolucionar la manufactura de mitges i mitjons. Aquest invent es va empar en la fàbrica Lee acoblada al bastidor on es feien mitges, que en aquella època portaven tant homes com dones. Els promotors de l'aplicació en fàbriques van ser Jedediah Strutt, William Woollatt, que van comprar la patent el mateix gener del 1759. Anys després l'empresa de mitges es va anomenar Strutt and Need per un canvi en els socis propietaris.
Messrs Wright, banquer de Nottingham, va recomanar que Richard Arkwright demanés ajut financer a Strutt and Need per muntar una filatura de cotó. El primer taller havia començat a funcionar a Nottingham el 1770 i la maquinària era empesa per la força de cavalls. El 1771 Richard Arkwright, Samuel Need i Jedediah Strutt van construir la primera fàbrica de filatura de cotó amb energia hidràulica, que van muntar a Cromford, Derbyshire, i amb això aplicaven un tipus d'energia que seria el catalitzador de la revolució industrial. En els anys següents van construir sis fàbriques més.
En aquesta època es va fer famós el pintor Joseph Wright, conegut com el Wright de Derby, que va adquirir fama per l'ús de la llum en els seus quadre. Un altre ciutadà de renom va ser John Whitehurst, fabricant de rellotges i filòsof. Erasmus Darwin, doctor, científic, filòsof i avi de Charles Darwin, va fundar la Societat Filosòfica de Derby.
Als inicis del segle xix Derby va destacar com a centre d'enginyeria amb fàbriques com la de James Fox, que exportava maquinària per la indústria a Rússia. El 1840, es va crear a Derby la companyia ferroviària North Midland Railway, que va sorgir de la unió de la companyia Midland Counties Railway i la Birmingham and Derby Junction Railway. La connexió amb el ferrocarril va encoratjar altres empresaris a establir-s'hi: Andrew Handyside, Charles Fox i el seu fill Francis Fox.
El 1877 es va crear a Derby una base militar permanent anomenada Normanton Barracks.

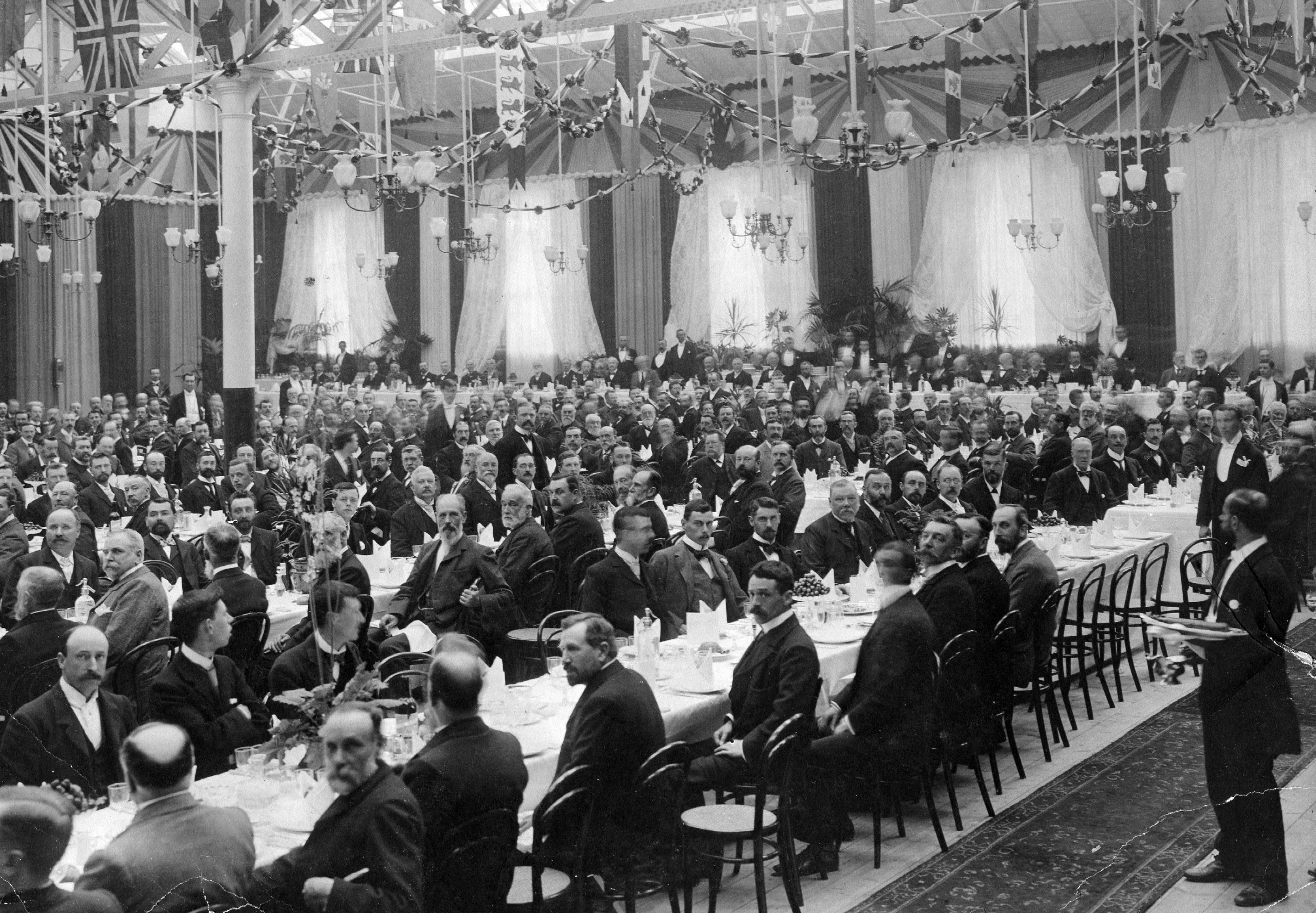
Imatge del 1898: sopar anual dels enginyers del ferrocarril de Derby

Derby va ser un dels municipis afectat per la llei de reforma administrativa del 1835 (Municipal Corporations Act 1835), i el 1888 va ser nomenada capital del comtat. La ciutat es va expandir el 1877 i va incloure en el seu terme les petites poblacions circumdants: Little Chester i Litchurch. En una altra ampliació del 1890 es van incorporar dos més: New Normanton i Rowditch. El terme no va tenir gaires canvis fins al 1968 quan, per recomanació de la Comissió per al Límits de Governs Locals va incorporar parts del districte rural de Belper, Repton i South East Derbyshire. Aquesta darrera ampliació va fer passar la població de 132.408 habitants en el cens del 1961 a 219.578 en el del 1971.
En arribar el segle XX la industrialització va continuar i aquesta vegada va ser coneguda per la creació de la fàbrica d'automòbils i avions Rolls-Royce. En la dècada del 1930 es va fundar un laboratori d'investigació, el LMS Scientific Research Laboratory, sota la direcció de Josiah Stamp.
Durant la primera guerra mundial, el 1916, Derby va ser bombardejada per un dirigible alemany i van morir cinc persones. En la segona guerra mundial va patir pocs danys en comparació amb altres ciutats angleses on també es fabricaven avions (Bristol i Flinton). Això podria ser degut en part al sistemes d'interferència que es van fer servir contra els aparells de ràdio alemanys: X-Verfahren i Knickebein; als quals es va contraatacar amb tècniques d'esquer i camuflatge i amb la instal·lació de starfish («estrelles de mar», que enviaven el senyal fals d'una ciutat incendiada per les bombes) construïts, principalment al sud de la ciutat, per exemple en els camps prop de Foremark.
El 1927 l'església de Tots els Sants va ser nomenada catedral.
Entre 1920 i 1930 es van sanejar els barris pobres del centre de la ciutat on vivien amuntegades massa persones. Algunes famílies van ser reallotjades en els nous habitatges construïts als afores. L'operació de construcció de nous habitatges per iniciativa de l'ajuntament va continuar fins al 1945.
El 7 de juny del 1977 la reina Elisabet II va atorgar a Derby l'estatus de ciutat.

## Clima
Segons la classificació de Köppen i malgrat estar lluny de la costa, Derby té un clima oceànic. L'estació meteorològica més propera és la de Watnall (a 17 km al nord), però les dades climàtiques tendeixen a ser molt semblants a totes les estacions de la regió.
| Dades climàtiques a Watnall        | Dades climàtiques a Watnall | Dades climàtiques a Watnall | Dades climàtiques a Watnall | Dades climàtiques a Watnall | Dades climàtiques a Watnall | Dades climàtiques a Watnall | Dades climàtiques a Watnall | Dades climàtiques a Watnall | Dades climàtiques a Watnall | Dades climàtiques a Watnall | Dades climàtiques a Watnall | Dades climàtiques a Watnall | Dades climàtiques a Watnall |
| Mes                                | gen                         | febr                        | març                        | abr                         | maig                        | juny                        | jul                         | ag                          | set                         | oct                         | nov                         | des                         | anual                       |
| ---------------------------------- | --------------------------- | --------------------------- | --------------------------- | --------------------------- | --------------------------- | --------------------------- | --------------------------- | --------------------------- | --------------------------- | --------------------------- | --------------------------- | --------------------------- | --------------------------- |
| Màxima mitjana °C (°F)             | 6.6 (43.9)                  | 7.0 (44.6)                  | 9.7 (49.5)                  | 12.5 (54.5)                 | 16.1 (61)                   | 18.9 (66)                   | 21.3 (70.3)                 | 21.0 (69.8)                 | 17.9 (64.2)                 | 13.7 (56.7)                 | 9.7 (49.5)                  | 6.7 (44.1)                  | 13.42 (56.18)               |
| Mínima mitjana °C (°F)             | 1.3 (34.3)                  | 1.1 (34)                    | 2.8 (37)                    | 4.3 (39.7)                  | 7.1 (44.8)                  | 10.0 (50)                   | 12.1 (53.8)                 | 12.0 (53.6)                 | 10.0 (50)                   | 7.1 (44.8)                  | 3.9 (39)                    | 1.6 (34.9)                  | 6.11 (42.99)                |
| Precipitació mitjana mm (polzades) | 61.2 (2.409)                | 47.2 (1.858)                | 49.5 (1.949)                | 53.8 (2.118)                | 51.8 (2.039)                | 62.5 (2.461)                | 57.6 (2.268)                | 62.0 (2.441)                | 58.6 (2.307)                | 71.2 (2.803)                | 65.7 (2.587)                | 68.6 (2.701)                | 709.4 (27.929)              |
| Mitjana de dies de precipitació    | 11                          | 10                          | 11                          | 10                          | 9                           | 9                           | 9                           | 9                           | 9                           | 11                          | 11                          | 12                          | 121                         |
| Mitjana mensual d'hores de sol     | 54.7                        | 73.2                        | 104.2                       | 141.0                       | 181.6                       | 170.6                       | 191.1                       | 180.1                       | 131.2                       | 99.4                        | 63.7                        | 49.2                        | 1.440,1                     |
|                                    |                             |                             |                             |                             |                             |                             |                             |                             |                             |                             |                             |                             |                             |

## Economia
Les empreses que donen més llocs de treball a Derby són: Rolls-Royce (cotxes i avions), Toyota Motor Corporation (cotxes), Bombardier Transportation (motors de ferrocarril), Derby Carriage and Wagon Works (vagons), HeroTSC (material de telefonia), Alstom (calderes i bescanviadors de calor).

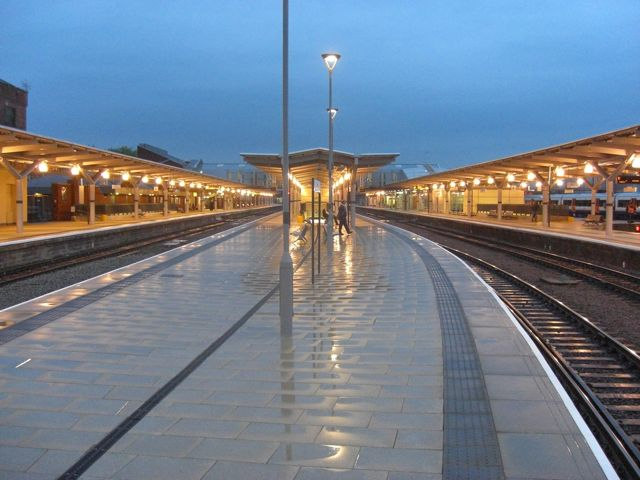
Estació de Derby

Derby és des de fa anys un centre de ferrocarril i va ser l'estació central de la companyia Midland Railway, que també tenia un centre de recerca. Encara que aquest transport ha perdut usuaris segueix sent una estació important.
Una altra empresa destacada és la International Combustion, originalment fabricants de maquinària per al lliurament automàtic de combustible en forns i calderes, i més tard dedicada a la fabricació de calderes generadores de vapor per al seu ús en plantes de producció d'energia elèctrica. En la dècada del 1990 l'empresa va ser adquirida per Rolls-Royce i després la va revendre al Grup ABB.
A Derby està l'empresa de videojocs Core Design que va crear el famós Tomb Raider.
La Midlands Co-operative Society es va fundar a Derby i s'ocupa de negocis tan diversos com: alimentació, funerals, moda, articles per la llar i motors.
S'ha planificat fer una ampliació de la zona industrial per allotjar empreses relacionades amb vols aeroespacials.

## Agermanaments
Derby té relacions d'agermanament amb:
- Osnabrück, Alemanya
- Kapurthala, Índia
- Haarlem, Països Baixos
- Foncquevillers, França
- Toyota, Japó
- Changzhi, Xina (memorandum d'entesa)
- Keene, EUA (programa d'intercanvi d'estudiants)

## Llocs d'interès

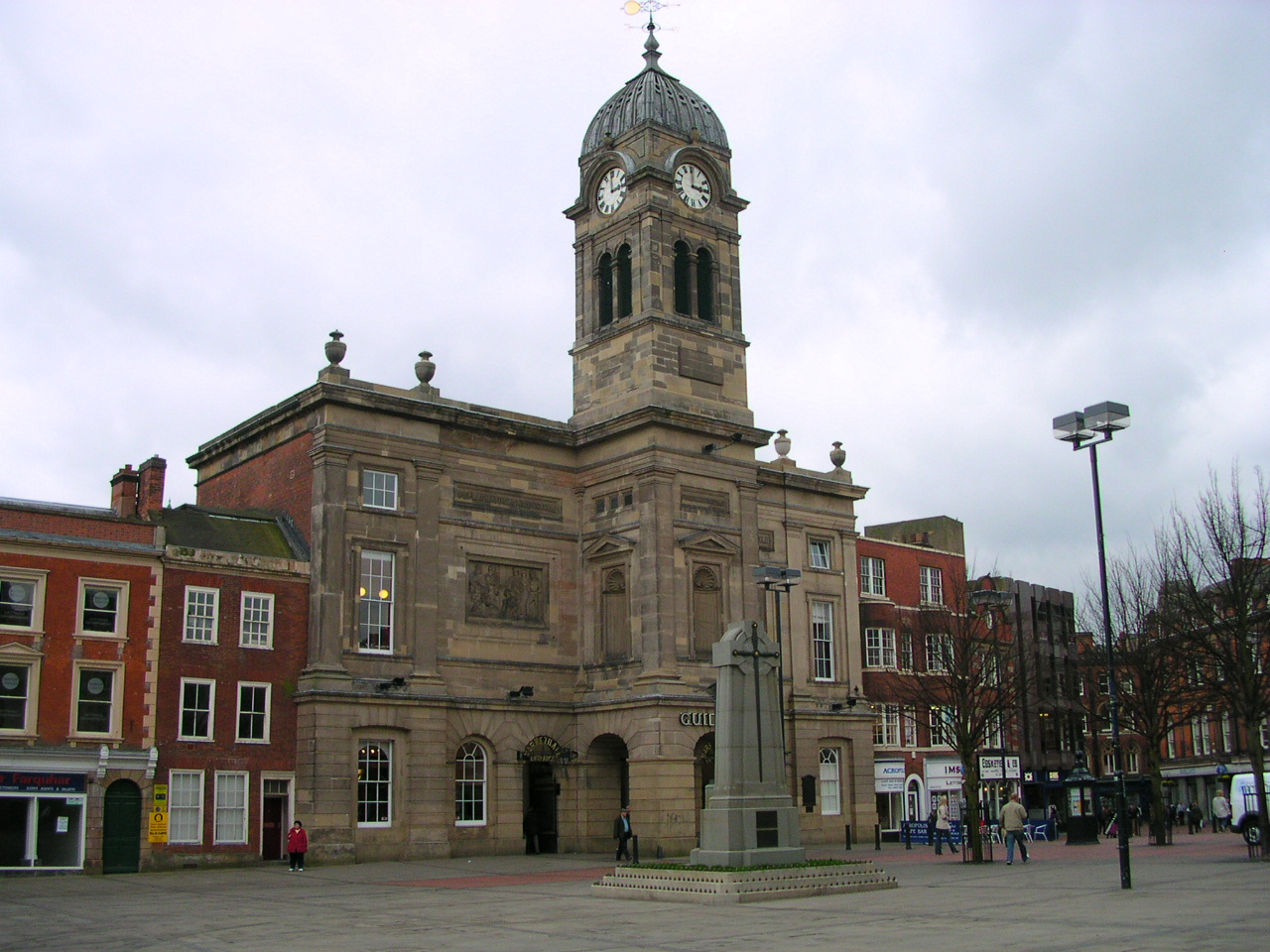
Guildha, seu simbòlica del comtat, també un teatre.

- La catedral, que té una torre de 68,6 metres on acostumen a fer el niu els falcons.[25]
- El museu de la indústria
- La casa museu de l'arquitecte Pickford.
- El museu d'art de Deby on hi ha pintures de Joseph Wright.
- El museu de la porcellana.
- El parc Derby Arboretum, creat el 1840 i catalogat d'especial interès històric.
- Els passadissos subterranis anomenats Catacombs que es feien servir en l'època victoriana per traslladar els acusats des del jutjat fins a la presó. Hi ha llegendes que asseguren que s'hi produeixen fenòmens paranormals.

## Fills il·lustres
- Richard John Roberts (1943 -) bioquímic i biòleg nuclear, Premi Nobel de Medicina o Fisiologia de l'any 1993.
- Joseph Wright (1734 - 1797) pintor

## Esports
L'hipòdrom de Derby

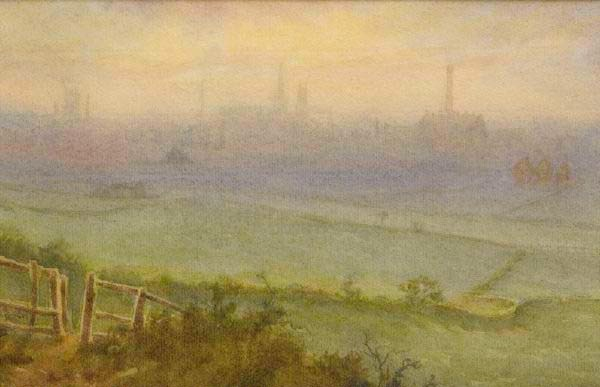
L'hipòdrom en una pintura del 1913.

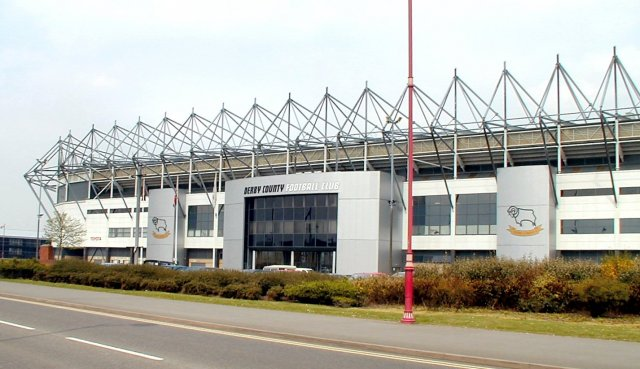
Pride Park Stadium.

L'afició dels ciutadans de Derby a les curses de cavalls ja existia duran l'ocupació romana. Primer les curses es feien en un indret anomenat Sinfin Moor i després l'hipòdrom de Derby es va traslladar a The Holmes. Generalment les competicions es feien coincidir amb les fires del ramat, que atreien molts visitants a la ciutat. Es creava una gran expectació que va traspassar les fronteres. L'hipòdrom va estar en actiu en les competicions oficials entre 1848 i 1939, quan va tancar definitivament. Hi ha un tipus de competició per a cavalls joves que porta el nom de la ciutat.
Futbol
Derby té un equip que juga en primera divisió FA (Premier League), el Derby County F.C., que juga al Pride Park Stadium des del 1997, i tres equips més d'adults que no formen part de la lliga (Mickleover Sports, Graham Street Prims,  Borrowash Victoria).
Baseball
En el mateix estadi de Pride Park Stadium també es feia servir abans per jugar a baseball i en van sorgir figures llegendàries d'aquest esport.
Criquet
El club local de criquet va guanyar el campionat l'any 1936.
Rugbi
Hi ha dos equips locals: Derby RFC i Derby City RLFC, que juguen en categories diferents.
Bàsquet
Hi ha un equip que juga en la Lliga britànica de bàsquet, el Derby Trailblazers.
Badminton
L'equip de badminton va guanyar el torneig del 2014-2015.
Ciclisme
A Deby hi ha un velòdrom on se celebra la Revolution cycling series.
Esportistes destacats
- Melissa Reid, guanyadora del torneig de golf Soheim cup 2011.
- Arthur Keily, corredor olímpic de marató, Roma 1960.